# Baroklin instabilitet
Baroklin instabilitet är en form av dynamisk instabilitet och är ett synoptiskt fenomen som är av mycket stor betydelse för atmosfärens och havens generella utseende då det är den drivande mekanismen bakom cyklogenes, det vill säga bildandet av cykloner och anticykloner som avgör vädret vid mittlatituderna. Atmosfären är för det mesta barotrop vilket betyder att densiteten är proportionellt mot trycket. Eftersom temperaturen är proportionell mot trycket följer isobarer och isohypser varandra. I en baroklin atmosfär däremot är luftens densitet proportionell mot både trycket och temperaturen vilket gör att isobarerna och isohypserna inte går parallella. 
Baroklin instabilitet uppstår när en kraftig potentiell virvel på hög höjd med positiv virvling advekteras in över ett område med en redan existerande temperaturgradient i meridionalled på marknivå. Eftersom virvlingen sträcker sig genom hela atmosfären leder detta till att varm luft advekteras norrut framför virveln och kall luft advekteras söder ut bakom den samma. Denna deformation av temperaturfältet leder i sin tur till att den potentiella energin ökar i systemet och kan omvandlas till kinetisk energi. I vissa fall hamnar virvlingen på hög höjd och på marknivån i fas vilket inducerar en mycket snabb amplifikation av den onormala temperaturadvektionen och systemet får därför väldigt mycket energi. 
Ett tydligt kännetecken för baroklina zoner är att temperaturfältet inte ligger i fas med tryckfältet utan släpar efter. 
I haven orsakar instabiliteten mesoskaliga virvlar med diametrar på upp till 100 kilometer som har avgörande betydelse för havens dynamik och transport av spårelement.